# برايم دبليو سي دبليو
برايم دبليو سي دبليو كان برنامج مصارعة محترفة أنتجته منظمة المصارعة ورلد تشامبيونشيب ريسلينغ (دبليو سي دبليو) والذي تم بثه على شبكة برايم الرياضية أيام الإثنين من 6 فبراير 1995 إلى 14 أكتوبر 1996. كان البرنامج إلى جانب وورلدوايد دبليو سي دبليو وبرو دبليو سي دبليو جزءً من تسجيلات دبليو سي دبليو في ديزني (تم تصوير المباريات في الواقع على نفس المجموعة التي يستخدمها برنامج وورلدوايد في ذلك الوقت). تعود حقوق البرنامج الآن إلى دبليو دبليو إي.

## الصيغة
تميز برايم دبليو سي دبليو بشكل أساسي بمباريات البطاقة المتوسطة. لم يكن هناك الكثير من التقدم في القصة أو المصارعين في الحدث الرئيسي للبرنامج. في بعض الأحيان، ظهرت مباريات من برنامج وورلدوايد دبليو سي دبليو ودبليو سي دبليو ساترداي نايت، إلى جانب أبرز البرنامج الرئيسية مثل دبليو سي دبليو مونداي نايترو. تمت الإشارة إلى الحدث الرئيسي باسم «مباراة برايم الاسبوعية» على الهواء. استضاف العرض داستي رودز وكريس كروز، الذي حل محله فيما بعد توني شيفاني. كان البرنامج أكثر شدة قليلًا من البرامج الأخرى، مع وجود تعليق كوميدي في كثير من الأحيان. على سبيل المثال، كان داستي رودز يطلق على فقرة «مباراة برايم الاسبوعية» اسم «موو مباراة الاسبوع» ويصدر صوت موو على الكاميرا بسبب رعاية منتجات الألبان.